# Xgħajra
Xgħajra – jedna z jednostek administracyjnych na Malcie.